# Los hijos de Anansi
Los hijos de Anansi es una novela de Neil Gaiman. Se trata de una compañera de la anterior novela de Gaiman American Gods. En Los hijos de Anansi se descubre que "Mr. Nancy" (Anansi, encarnación del dios del este de África), de American Gods, tiene dos hijos, y estos a su vez se descubren el uno al otro. La novela sigue sus aventuras mientras exploran su patrimonio común. 
Los hijos de Anansi se publicó el 20 de septiembre de 2005 y fue publicado en rústica el 1 de octubre de 2006. El libro alcanzó el primer lugar en la lista de best-sellers del New York Times. Un audiolibro fue puesto en circulación en 2005, narrado por Lenny Henry.

## Sinopsis
Tras enterarse de la muerte de su padre, "Gordo" Charlie Nancy vuela a Florida a su entierro. Tras ello, una vieja amiga de la familia le comunica que no sólo su padre era un Dios, Anansi, sino que además tiene un hermano. Y que cuando quiera saber de él, sólo tiene que preguntarle a las arañas. Anansi, el dios araña, es el dueño de los cuentos. Se los robó un día al Tigre, que desde entonces busca venganza por la humillación a que le sometió Anansi.
De vuelta a Inglaterra, la irrupción de su hermano Araña en su vida provoca que el mundo real y el mundo de los dioses se entremezclen. La tranquila y ordenada vida de Charlie se ve trastocada por acusaciones de desfalco, asesinatos, fantasmas, viajes a exóticas islas y la intervención de todo el universo mágico y mitológico de los antiguos dioses animales. Su hermano se instala en su casa, en una magnífica habitación que amplía en ridículo su modesto apartamento. Araña, exactamente igual pero completamente distinto a Charlie, le enseñará a relajarse y a divertirse, a entrar en contacto con su condición divina: los dos son hijos de Anansi, el dios araña, el que engañó al tigre, un espíritu rebelde capaz de engañar a la muerte, reírse de ella e invertir el orden social.

## Premios
Los hijos de Anansi ganó el Locus Award, Mythopoeic, YALSA ALEX y el British Fantasy en 2006. Y aunque consiguió votos suficientes para una nominación a los Premios Hugo, la rechazó.

## Adaptaciones

### Radio
En 2005, Mike Walker adaptó Los hijos de Anansi como obra radiofónica para la BBC World Service. Se emitió el 17 de noviembre de 2007. La banda sonora original fue compuesta por el compositor danés Nicolai Abrahamsen. Fue dirigida por Anne Edyvean, quien también trabajó en BBC Radio 3 para adaptación de Gaiman Signal to Noise en 1996. Gaiman afirmó que no quedó conforme con esta adaptación. 
Nuevamente, se produjo una serie en seis partes completa en 2017, adaptada por Dirk Maggs; siendo la quinta novela que Maggs ha adaptado para radio. Fue emitida en la BBC Radio 4 y en BBC iPlayer durante seis días, comenzando la Navidad de 2017 . 

### Televisión
En 2014 se anunció que una miniserie para televisión de Los hijos de Anansi se estaba produciendo la BBC. Iba a crearla Red Production Company con Gaiman como productor ejecutivo. Aunque nunca se realizó, algunos de los elementos fueron incorporados a la adaptación de Starz de American Gods. 
En mayo de 2020 anunciaron que una miniserie estaba en desarrollo por Endor Productions para Amazon Prime Video. En julio de 2021 se comunicó que Amazon había dado seis episodios para la producción. Se produciría por: Amazon Studios, The Black Corporation, Endor Productions y Red Production Company, con Lenny Henry y Neil Gaiman como escritores y productores ejecutivos. El rodaje de la serie comenzó en enero de 2022 en Edimburgo . 

## Referencia bibliográfica
- Neil Gaiman Los hijos de Anansi. rocabolsillo, Roca Editorial, Barcelona, 2008. ISBN 978-84-96940-05-5